# Fabio Jakobsen
Fabio Jakobsen (Gorcum, 31 de agosto de 1996) es un ciclista neerlandés miembro del equipo Team Picnic PostNL desde 2024.
Durante la primera etapa del Tour de Polonia 2020 se vio involucrado en una caída que le produjo graves lesiones, perdió casi todos sus dientes y también sufrió lesiones en su cara.

## Palmarés
| 2016 - 1 etapa del ZLM Tour - Slag om Norg 2017 - 1 etapa del Tour de Normandía - Gran Premio de Fráncfort sub-23 - Vuelta a Holanda Septentrional - 1 etapa del Tour de Alsacia - 1 etapa del Tour del Porvenir - 2 etapas del Tour de Olympia - Ster van Zwolle 2018 - Nokere Koerse - Scheldeprijs - 1 etapa del Tour de los Fiordos - 1 etapa del BinckBank Tour - 1 etapa del Tour de Eslovaquia - 2 etapas del Tour de Guangxi 2019 - 1 etapa de la Vuelta al Algarve - Scheldeprijs - 1 etapa del Tour de Turquía - 1 etapa del Tour de California - Campeonato de los Países Bajos en Ruta - 2 etapas de la Vuelta a España 2020 - 1 etapa de la Vuelta a la Comunidad Valenciana - 1 etapa de la Vuelta al Algarve - Gran Premio Jean-Pierre Monseré - 1 etapa del Tour de Polonia | 2021 - 2 etapas del Tour de Valonia - 3 etapas de la Vuelta a España, más clasificación por puntos - Gooikse Pijl - Tour de Eurométropole 2022 - 2 etapas de la Vuelta a la Comunidad Valenciana - 2 etapas de la Vuelta al Algarve - Kuurne-Bruselas-Kuurne - 1 etapa de la París-Niza - 2 etapas del Tour de Hungría - Elfstedenronde - 1 etapa de la Vuelta a Bélgica - 1 etapa del Tour de Francia - Campeonato Europeo en Ruta - Campeonato de Flandes 2023 - 1 etapa de la Vuelta a San Juan - 1 etapa de la Tirreno-Adriático - 1 etapa del Tour de Hungría - 2 etapas de la Vuelta a Bélgica - 2 etapas de la Vuelta a Dinamarca 2024 - 1 etapa del Tour de Turquía |

## Resultados en Grandes Vueltas
| Carrera | Carrera         | 2015 | 2016 | 2017 | 2018 | 2019  | 2020 | 2021  | 2022  | 2023 | 2024 |
| ------- | --------------- | ---- | ---- | ---- | ---- | ----- | ---- | ----- | ----- | ---- | ---- |
|         | Giro de Italia  | —    | —    | —    | —    | —     | —    | —     | —     | —    | Ab.  |
|         | Tour de Francia | —    | —    | —    | —    | —     | —    | —     | 129.º | Ab.  | Ab.  |
|         | Vuelta a España | —    | —    | —    | —    | 145.º | —    | 141.º | —     | —    | —    |

—: no participa

Ab.: abandono 

## Equipos
- SEG Racing Academy (2015-2017)
- Quick Step (2018-2023)
  - Quick-Step Floors (2018)
  - Deceuninck-Quick Step (2019-2021)
  - Quick-Step Alpha Vinyl Team (2022)
  - Soudal Quick-Step (2023)
- DSM/Picnic (2024-)
  - Team dsm-firmenich PostNL (2024)
  - Team Picnic PostNL (2025-)